# Арлесхайм
А́рлесхайм (нем. Arlesheim, местн. Arlise, Arlese [ˈɑːʀləsə]) — коммуна в Швейцарии, окружной центр, находится в кантоне Базель-Ланд.
Входит в состав округа Арлесхайм. Население составляет 8946 человек (на 31 марта 2008 года). Официальный код — 2763.
В Арлесхайме провела последние годы жизни русская художница Ася Тургенева (первая жена Андрея Белого).